# Liste d'artistes d'emo
Ceci est une liste d'artistes qui ont été rattachés à l'emo à un moment ou un autre de leur carrière. L'emo est un sous-genre du rock caractérisé par des paroles expressives. Il émerge au cours des années 1980 à Washington, ville dans laquelle il est connu sous les termes d'« emotional hardcore » ou d'« emocore », et est pratiqué par des groupes tels que Rites of Spring ou Embrace.
Lorsque le style est repris par des groupes de punk rock américains, il commence à changer et être mélangé à des éléments issus du pop punk et du rock indépendant, puis à être joué au début des années 1990 par des groupes comme Jawbreaker et Sunny Day Real Estate. Au milieu des années 1990, un bon nombre de groupes d'emo émergent du Midwest et du Centre des États-Unis, tandis que de nombreux labels discographiques commencent à se spécialiser dans ce style.
L'emo se popularise auprès du grand public au début des années 2000 avec des groupes tels que Jimmy Eat World et Dashboard Confessional. Un sous-genre musical, le screamo, fait son apparition. Après avoir rencontré le succès, certains groupes d'emo signent avec des majors et le style devient un produit de marketing. À la fin des années 2000, la popularité de l'emo s'effondre. Certains groupes changent de style musical tandis que d'autres se séparent.
- Haut – A
- B
- C
- D
- E
- F
- G
- H
- I
- J
- K
- L
- M
- N
- O
- P
- Q
- R
- S
- T
- U
- V
- W
- X
- Y
- Z

## 0-9
- 9mm Parabellum Bullet[2]

## A
- A Day to Remember[3]
- A Rocket to the Moon[4]
- A Skylit Drive[5]
- The Academy Is...[6]
- Acceptance[7]
- Ace Troubleshooter[8]
- Across Five Aprils[9]
- AFI[10]
- Aiden[11]
- Alesana[12]
- Alexisonfire[13]
- Algernon Cadwallader[14]
- Alkaline Trio[15]
- The All-American Rejects[10],[16]
- All Time Low[16]
- The Almost[17]
- Amanda Woodward[18]
- Amber Pacific[17]
- American Football[19],[20]
- American Nightmare[21]
- Anarbor[22]
- Anberlin[17]
- And Then There Were None[23]
- …And You Will Know Us by the Trail of Dead[24]
- The Anniversary[25]
- Armor for Sleep[26]
- As Cities Burn[27]
- Asian Kung-Fu Generation[28]
- Aside[29]
- At the Drive-In[10],[24],[30],[31]
- The Ataris[10]
- Autopilot Off[32]

## B
- Julien Baker[33]
- Bayside[34]
- Bear vs. Shark[35]
- Black Veil Brides[36]
- Boys Like Girls[37]
- Boys Night Out[38]
- Boysetsfire[39]
- Brand New[10],[16],[40],[41]
- Phoebe Bridgers[33]

## C
- The Cab[42]
- Cap'n Jazz[43]
- Circle Takes the Square[44]
- City of Caterpillar[45]
- Cobra Starship[46]
- Coheed and Cambria[47]
- Coldrain[48]
- Columbus[49]
- CPM 22[50]
- Cursive[10],[43]
- Cute Is What We Aim For[51]

## D
- D-formes[52]
- Dag Nasty[53]
- Daïtro[54]
- Dashboard Confessional[10],[16],[20],[40],[55],[56],[57]
- Dead Poetic[58]
- Death Cab for Cutie[24],[40],[59]
- Defeater[60]
- The Discord of a Forgotten Sketch[61]
- The Dismemberment Plan[59]
- La Dispute[62]
- Drive Like Jehu[63]

## E
- Easyway[29]
- Emarosa[64]
- Embrace[43],[53]
- Emery[65]
- Empire! Empire! (I Was a Lonely Estate)[62]
- Envy[31]
- Escape the Fate[66]
- Every Avenue[67]

## F
- Falling In Reverse
- Fall Out Boy[16],[55],[68],[69],[70]
- Family Force 5[71]
- Farewell, My Love[72]
- Favez[73]
- Fear, and Loathing in Las Vegas[74]
- Finch[75]
- Flyleaf[76]
- The Fold[77]
- Framing Hanley[78]
- From Autumn to Ashes[79]
- From First to Last[80]
- Funeral Diner[81]
- Funeral for a Friend[82]
- Further Seems Forever[19],[83]

## G
- The Get Up Kids[10],[37],[40],[43],[84],[85],[86]
- Glassjaw[84]
- Good Charlotte[16]
- Greeley Estates[87]

## H
- Hawthorne Heights[10],[88]
- Hellogoodbye[89]
- Hey Monday[90]
- Hopes Die Last[91]
- Hot Water Music[92]
- House of Heroes[93]
- The Hurt Process[94]

## I
- I Hate Myself[95]
- Intohimo[96]
- Ivoryline[97]

## J
- Jawbreaker[19],[98]
- Jets to Brazil[40],[43],[84]
- Jimmy Eat World[10],[20],[24],[25],[37],[40],[43],[84],[95]
- Joan of Arc[84],[99]
- The Juliana Theory[100]

## K
- Kutless[101]

## L
- Lifetime[102]
- Lisabö[103]
- Lostprophets[104]
- LoveHateHero[105]

## M
- Madina Lake[106]
- Mae[107]
- The Maine[108]
- Matchbook Romance[17]
- Mayday Parade[109]
- Metro Station[110]
- Modern Baseball[55]
- Moneen[38]
- Moss Icon[43]
- Motion City Soundtrack[10]
- The Movielife[111]
- My Chemical Romance[16],[25],[36],[40],[55]

## N
- New Found Glory[10]
- NX Zero[68]

## O
- One Ok Rock[112]
- Owl City[113]

## P
- Panda[114]
- Panic! at the Disco[10],[16],[25],[50]
- Paramore[16]
- Pg. 99[115]
- Pianos Become the Teeth[116]
- Pierce the Veil[117]
- Plain White T's[16]
- Portraits of Past[118]

## R
- The Red Jumpsuit Apparatus[16],[17]
- Rites of Spring[37],[43],[53],[55],[119],[120]
- Roses Are Red[121]

## S
- Saetia[122]
- Samiam[123]
- Saosin[124]
- Saves the Day[10],[16],[20],[40]
- Say Anything[125]
- Secondhand Serenade[126]
- Senses Fail[127]
- Silverstein[38],[128]
- Simple Plan[10],[16]
- Sleeping with Sirens[129]
- Snail Mail[33]
- So They Say[130]
- Soccer Mommy[33]
- Something Corporate[10]
- The Spill Canvas[10]
- Squirrel Bait[131]
- The Starting Line[20]
- Stavesacre[132]
- Story of the Year[133]
- Sugarcult[10]
- Sunny Day Real Estate[24],[37],[40],[134]
- Switchfoot[135]

## T
- Taking Back Sunday[10],[16],[20],[37],[40],[55]
- Texas Is the Reason[40]
- Thirty Seconds to Mars[136]
- Thrice[137]
- Thursday[10],[20],[40],[138]
- Tokio Hotel[139]
- Tokyo Rose[140]
- Touché Amoré[141]
- Tut das Not[142]

## U
- Underoath[143]
- Uplift Spice[144]
- The Used[10],[16],[55],[75]

## V
- Vanilla Sky[145]
- Vendetta Red[86]

## W
- We Are the Ocean (débuts)[146]
- We the Kings[10]
- Weezer[120]

## Y
- Yellowcard[10]